# Покр-Масрик
Покр-Масрик (арм. Փոքր Մասրիկ) — село в Армении в марзе Гегаркуник, район Варденис.

## География
Село расположено в 6 км на севере г. Варденис, в 176 км к востоку от Еревана, в 81 км к юго-востоку от областного центра — города Гавара, в 5 км от Мец-Масрика, в 2 км от озера Севан и в 1,5 км от Норакерта.

## История
По данным «Сборника сведений о Кавказе» за 1880 год в селе Мазра Малая Новобаязетского уезда по сведениям 1873 года было 83 двора и проживало 675 азербайджанцев (указаны как «татары»), которые были шиитами.
По данным Кавказского календаря на 1912 год, в селе Мазра Малая Новобаязетского уезда проживало 1700 человек, в основном азербайджанцев, указанных как «татары».
В советское время в селение в основном жили азербайджанцы. Затем в связи с началом конфликта в Нагорном Карабахе в 1988 году азербайджанцы его покинули. На сегодняшний день жители села армяне. Недалеко от села граница с Азербайджаном и посты пограничных войск Министерства Обороны Армении.
Численность населения — 1758 человека на 1 декабря 1988, 616 человек на 1 января 2012.

## Экономика
В советское время в селе было развито сельское хозяйство, в основном животноводство и выращивание табака. В XXI веке экономическая деятельность населения — животноводство, торговля, фермерство, рыболовство.

## Достопримечательности
На восток от села расположены Варденисские горы, на которых круглогодично лежит снег.